# 下戈爾斯基區
下戈爾斯基區（烏克蘭語：Нижньогірський район），又按乌克兰语名译为下希尔斯基区，是法理上烏克蘭克里米亞自治共和國的一個旧區，但事实上是俄罗斯克里米亞共和國的一个区。位於克里米亞半島東北部。行政中心為下戈爾斯基市級鎮，全區人口約50,500人。

## 2020年乌克兰行政区划改革
2020年7月乌克兰在全境实行了行政区划改革，包括当时被俄罗斯占领的克里米亚半岛。克里米亚自治共和国的14个区和11个共和国直辖市重组为10个区。下希尔斯基合并至新成立的比洛希尔斯克区。设立新区的法律在2023年9月7日正式生效，但由于乌克兰并未实际控制克里米亚，故事实上新区并未真正运作。

## 人口
根據2001年之烏克蘭人口普查，該地區的人口為56,976人，民族構成：
- 俄羅斯族 — 50,4 %
- 克里米亞韃靼族 — 28,8 %
- 烏克蘭族 — 16 %
- 白俄羅斯族 — 1,8 %
- 波蘭族 — 0,2 %[4]。

2013年6月1日統計人口為50,517人，其中城鎮人口為9,452人（18,71 %），農村人口為41,065人（81,29 %）。